# Fairbury (Illinois)
Fairbury is een plaats (city) in de Amerikaanse staat Illinois, en valt bestuurlijk gezien onder Livingston County.

## Demografie
Bij de volkstelling in 2000 werd het aantal inwoners vastgesteld op 3968. In 2006 is het aantal inwoners door het United States Census Bureau geschat op 3851, een daling van 117 (-2,9%).

## Geografie
Volgens het United States Census Bureau beslaat de plaats een oppervlakte van 3,4 km², geheel bestaande uit land. Fairbury ligt op ongeveer 208 m boven zeeniveau.

## Plaatsen in de nabije omgeving
De onderstaande figuur toont nabijgelegen plaatsen in een straal van 20 km rond Fairbury.